# Цареводарівська волость
Цареводарівська волость — історична адміністративно-територіальна одиниця Бердянського повіту Таврійської губернії.
Станом на 1886 рік складалася з 18 поселення, 18 сільських громад. Населення — 10710 осіб (5543 чоловічої статі та 5167 — жіночої), 1681 дворове господарство.
|                     | Площа, десятин | У тому числі орної, дес. |
| ------------------- | -------------- | ------------------------ |
| Сільських громад    | 77231          | 43811                    |
| Приватної власності | —              | —                        |
| Казенної власності  | 12574          | 2626                     |
| Іншої власності     | 3954           | 1990                     |
| Загалом             | 93759          | 48426                    |

Поселення волості:
- Цареводарівка (Улькон-Сасик-Тугун) — колонія при річці Карсак, 1089 осіб, 167 дворів, православна церква, 3 лавки, 2 ярмарки на рік, базари.
- Ганнівка (Аракли 2, Карагач) — колонія при річці Карсак, 562 особи, 87 дворів, молитовний будинок, школа, лавка.
- Богданівка (Асан Хаджа) — колонія при річці Карсак, 575 осіб, 87 дворів, молитовний будинок, лавка, базари.
- Варварівка (Акермен) — колонія при річці Юшанли, 486 осіб, 105 дворів, молитовний будинок.
- Гамівка (Дежадиран) — колонія при балці Безіменій, 287 осіб, 58 дворів, лавка.
- Георгіївка (Тогажка, Каракурат) — колонія при балці Безіменій, 408 осіб, 58 дворів, лавка.
- Гірсівка (Тумо) — колонія при балці Безіменій, 908 осіб, 141 двір, школа.
- Дунаївка (Тюмень, Мантугай) — колонія при лимані та Майтугайській засусі, 629 осіб, 100 двір, православна церква, школа.
- Дівнинське (Таз, Каракурат) — колонія при балці Безіменій, 609 осіб, 100 дворів, лавка.
- Єленівка (Буркут 2-й) — колонія при річці Аран, 531 особа, 104 двори.
- Надеждина (Караруга) — колонія при балці Безіменій, 559 осіб, 88 дворів, молитовний будинок, школа.
- Першо-Миколаївка (Кангари-Карагач) — колонія при річці Карсак, 662 особи, 88 дворів, молитовний будинок, школа, лавка, цегельний завод.
- Петрівка (Карагач) — колонія при річці Карсак, 702 особи, 102 дворів, молитовний будинок, школа, лавка.
- Райнівка (Алшин-Бадай) — колонія при річці Лозуватка, 636 осіб, 93 двори, молитовний будинок, лавка.
- Степанівка (Сарлар) — колонія при річці Карсак, 548 осіб, 80 дворів, школа.
- Строганівка (Кичкине-Сасик-Тугун) — колонія при річці Карсак, 469 осіб, 76 дворів, лавка.
- Федорівка (Кизильдик-Оглу) — колонія при річці Карсак, 501 особа, 85 дворів, 2 лавки, цегельний завод.